# Svetlana Abrosimova

)
Svetlana Olegovna Abrosimova (ryska: Светлана Олеговна Абросимова), född den 9 juli 1980 i Leningrad i Sovjetunionen (nu Sankt Petersburg i Ryssland), är en rysk basketspelare som var med och tog OS-brons 2008 i Peking. Detta var andra gången i rad som Ryssland tog bronsmedaljen i damklassen vid de olympiska baskettävlingarna.

## WNBA-karriär
- Minnesota Lynx (2001–2007)
- Connecticut Sun (2008)
- Seattle Storm (2010–idag)